# Wilhelm Dinesen

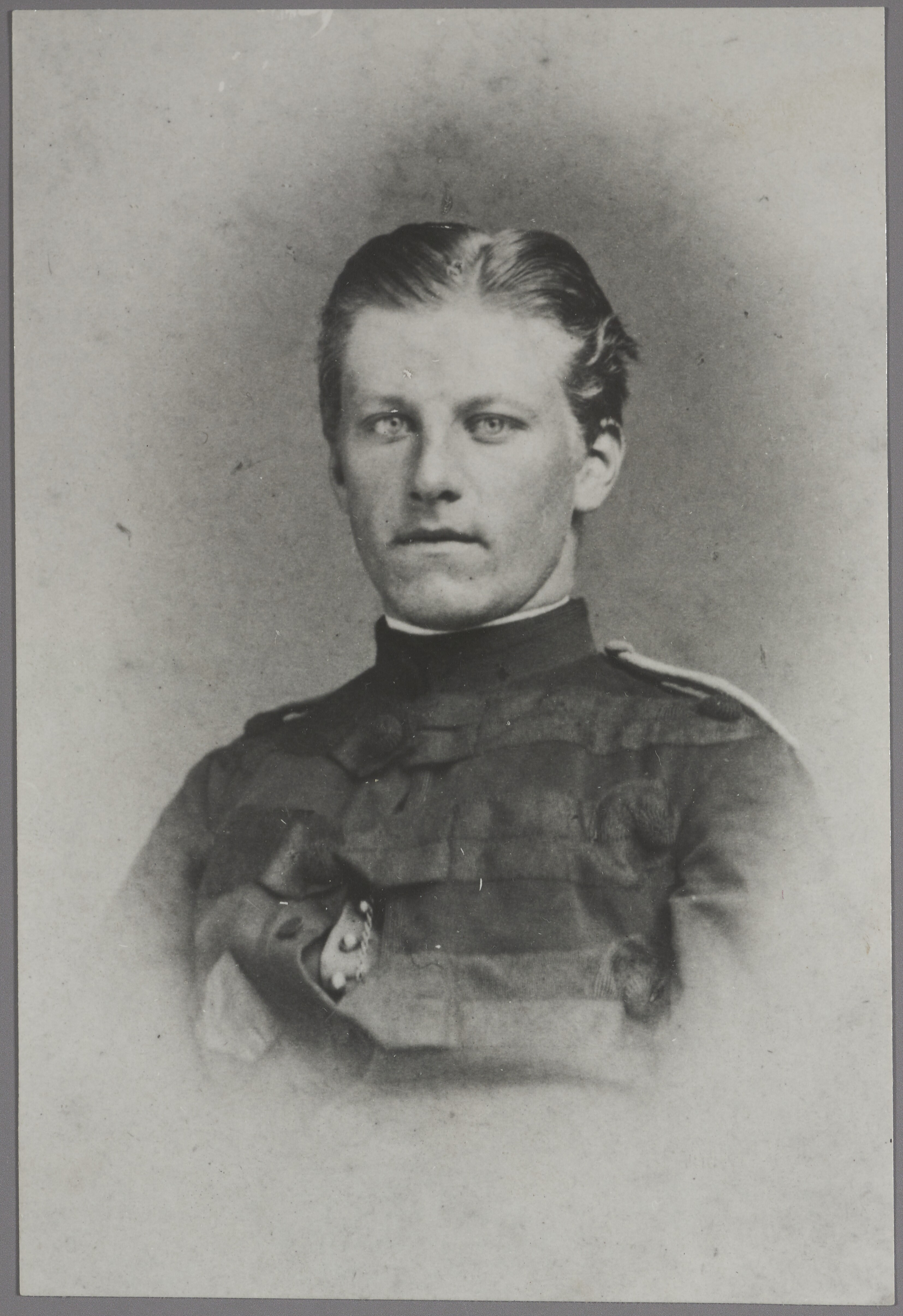
Wilhelm Dinesen

Adolph Wilhelm Dinesen (* 19. Dezember 1845 in Kopenhagen; † 28. März 1895 ebenda) war ein dänischer Offizier und Schriftsteller.

## Leben
Dinesen entstammte einer jütländischen Familie von Offizieren, Gutsherren und Beamten. Sein Vater war Adolph Wilhelm Dinesen, seine Mutter Dagmar Alvilda Dinesen, geborene von Haffner (1818–1874).
Bereits als 18-Jähriger nahm er 1864 als jüngster Leutnant Dänemarks am Deutsch-Dänischen Krieg teil. Über seine Erlebnisse schrieb er später das Buch Fra 8. Brigade. Als dänischer Soldat kämpfte er 1870/71 im Deutsch-Französischen Krieg und war im Mai 1871 bei der Niederschlagung der Pariser Kommune beteiligt. Auch seine Erlebnisse aus dieser Zeit legte er schriftlich nieder in dem 1873 erschienenen Buch Paris under Communen.
1873 nahm er seinen Abschied bei der dänischen Armee und reiste im August 1873 in die USA nach Wisconsin. Dort lebte er bis Dezember 1874 in der Gemeinschaft des indigenen Volks der Chippewa. Nach erfolgreicher Integration in den Volksstamm wurde er hier zum ersten Mal Vater. Aber noch vor der Geburt dieser Tochter kehrte er wieder nach Dänemark zurück. Er unterstützte seinen kranken Vater in der Landwirtschaft. Nach dessen Tod verließ er erneut die Heimat, um im Russisch-Türkischen Krieg 1877–78 auf türkischer Seite mitzukämpfen.
Nach seiner Rückkehr aus der Türkei kaufte er 1879 den Landsitz Rungstedlund, um diesen zu bewirtschaften. 1881 heiratete er Ingeborg Westenholz, mit der er fünf Kinder hatte, darunter die Schriftstellerin Karen Blixen und den Offizier und Autor Thomas Dinesen. Während seiner Zeit als Gutsherr engagierte er sich auch politisch. Nach mehreren vergeblichen Kandidaturen wurde er 1892 Mitglied im Folketing. Dinesen war Ritter der Ehrenlegion.
Dinesen verfasste zahlreiche Bücher, teilweise sehr kritisch über politische Themen, aber auch über die Jagd. Für letztere verwendete er seinen indianischen Namen Boganis als Pseudonym.
1895 erhängte Wilhelm Dinesen sich, nachdem ihm die Diagnose Syphilis mitgeteilt worden war. Für seine damals zehnjährige Tochter Karen, die ihrem Vater sehr nahestand, bedeutete der Selbstmord des Vaters einen schweren Schlag. Er ist in der Kirche von Hørsholm begraben, in deren Kirchspielsverwaltung er lange Mitglied war.

## Rezeption
Dinesen ist eine Nebenfigur in der dänischen Fernsehserie 1864.

## Veröffentlichungen (Auswahl)
- Paris under Communen, 1873.
- Fra ottende brigade, 1889.